# 日工展訴訟
日工展訴訟（にっこうてんそしょう）は、1969年の日本の訴訟。ココム規制を理由とした輸出承認否決処分に対して、処分の取り消しと損害賠償（国家賠償）を求めた行政訴訟で、当時の輸出貿易管理令（政令）の適用範囲が争点となった。

## 概要
1969年に日本工業展覧会（略称:日工展）は中華人民共和国の北京（3月23日から4月11日まで）と上海（5月15日から6月4日まで）で、工業製品など1000点（約15億円）を展示する計画を準備していた。通商産業省は1968年11月13日、出展品目のうち電子機器、計測機器、工作機械など19点についてココム規制に該当するとして当時の外国貿易管理法の下部政令である輸出貿易管理令に基づき輸出承認を拒否した。結果、北京展は開かれたが、輸出が認められなかった工業製品は目玉商品だったこともあり評判は悪く、中国側の意向で上海展は中止となった。
日工展は通産省の輸出規制処分を不当として輸出不承認処分の取消を求める訴えを起こし、結論が出ないうちに上海展が中止となったことで、訴えを一種の慰謝料として100万円の損賠賠償請求に変更した。
1969年7月8日に東京地方裁判所（杉本良吉裁判長）は「輸出貿易管理令は経済的理由に基づく場合のみ、輸出制限をすることができ、政治的、軍事的などの経済外的な理由によって輸出を禁止することは、間接的にそれが経済的影響を及ぼすとしても適当ではない。ココムは国際法上も国内法上も法的根拠はなく、輸出制限の根拠にはならない。ココム規制を行うにはその趣旨、目的に沿った国内法があるか、または新たな立法措置が取られた場合に限られる」として通産省の輸出承認拒否を違法としたが、国家賠償請求としては「通産省の処分に故意、過失があったとは認められないとして」請求を棄却した。
1980年に法改正が行われて、外国為替及び外国貿易法に経済外的理由による対外取引の規制、特に国際的安全及び平和（安全保障）を理由とした資本取引及び役務取引の制限が認められることになった。